# Sở thú Bratislava
Sở thú Bratislava (tiếng Slovak: Zoologická záhrada Bratislava) là một sở thú (vườn thú) được khánh thành vào năm 1973 ở quận Karlova Ves, thủ đô Bratislava, Slovakia. Tính đến năm 2016, sở thú có tổng diện tích là 96 ha (trong đó 35 ha được mở cửa cho công chúng). Đây là sở thú lâu đời thứ hai trong số 5 sở thú lớn ở Slovakia. Ngoài ra, sở thú Bratislava cũng là một trong những vườn thú đầu tiên ở Châu Âu đã thành công trong việc nhân giống linh miêu Á-Âu trong điều kiện nuôi nhốt. Công viên khủng long (DinoPark Bratislava) với các tác phẩm điêu khắc khủng long có kích thước như thật cũng nằm trong sở thú này.

## Tổ chức
Sở thú Bratislava là thành viên của các tổ chức quốc tế tầm cỡ như:
- EAZA (Hiệp hội các vườn thú và thủy cung châu Âu)[2]
- UCSZ (Liên minh các vườn thú Séc và Slovakia)[3]
- IZE (Hiệp hội quốc tế các nhà giáo dục vườn thú)
- ISIS (Hệ thống thông tin loài quốc tế)
- EARAZ (Hiệp hội công viên động vật và thủy cung khu vực châu Âu).

## Động vật
Tính đến ngày 31/12/2018, sở thú Bratislava sở hữu khoảng 1020 động vật thuộc 182 loài, chẳng hạn như:
- Sư tử trắng (Panthera leo)
- Hổ trắng (Panthera tigris tigris)
- Báo Sri Lanka (Panthera pardus kotiya)
- Linh miêu tai đen (Caracal melanotis)
- Báo đốm (Panthera onca)
- Gấu nâu (Ursus arctos)
- Sói Á-Âu (Canis lupus lupus)
- Chuột túi đỏ (Macropus rufus)
- Tê giác trắng (Ceratotherim simum simu)
- Hươu cao cổ (Giraffa camelopardalis rotschildi)
- Ngựa vằn (Equus grevyi)
- Khỉ Macaca (Macaca sylvanus)
- Gấu trúc đỏ (Ailurus fulgens)
- Đười ươi Sumatra (Pongo abelii)
- Tinh tinh thường (Pan troglodytes)
- Cú tuyết (Bubo scandiacus)
- Vượn cáo đuôi vòng (Lemur catta)
- Chồn đất Châu Phi (Suricata suricatta)
- Khỉ vuốt (Saguinus midas midas)
- Cá sấu lùn châu Phi (Osteolaemus tetraspis)